# 岡山商科短期大学
岡山商科短期大学（おかやましょうかたんきだいがく）は、岡山県岡山市北方に本部を置いていた私立短期大学である。1955年に設置され、1966年に廃止された。大学の略称は岡商短、商短。

## 概要

### 大学全体
- 岡山県岡山市[注 1]に所在した日本の私立短期大学で、設置主体は学校法人吉備学園[1]。
- 学科数1、入学定員50名体制で吉備商科短期大学として1955年に開学[注 2]。
- 1964年度の入学生を最後に[注釈 2]、1966年をもって短期大学としての使命を終える[5][6]。

## 沿革
- 1955年　
  - 3月30日 左記を以て文部省[注 4]より短期大学の設置が認可される[7]。
  - 4月1日 吉備商科短期大学（きびしょうかたんきだいがく）が以下の学科体制にて開学する[8]。
    - 商業科 入学定員50名
- 1956年
  - 11月1日 岡山商科短期大学と改名[注 5]。
- 1964年
  - 4月1日 この年度をもって学生募集を終了[注釈 2]。
- 1966年
  - 3月31日 左記を以て正式に廃止。

## 基礎データ

### 所在地
- 岡山県岡山市北方1386[注釈 1]

### 年度別学生数

#### 通学課程
- 年度以降の学生数はその該当年度の5月1日時点でのデータである。

| -              | 入学定員 | 総定員 | 学生数    | 出典     |
| -------------- | -------- | ------ | --------- | -------- |
| 1955年～1956年 | 50       | 50→100 | 不明      | [ 注 6 ] |
| 1957年         | 50       | 100    | 43        | [ 11 ]   |
| 1958年         | 50       | 100    | 男49 女1  | [ 12 ]   |
| 1959年         | 50       | 100    | 男54 女1  | [ 13 ]   |
| 1960年         | 50       | 100    | 男67 女3  | [ 14 ]   |
| 1961年         | 50       | 100    | 男78 女8  | [ 15 ]   |
| 1962年         | 50       | 100    | 男73 女10 | [ 16 ]   |
| 1963年         | 50       | 100    | 男69 女11 | [ 17 ]   |
| 1964年         | 50       | 100    | 男63 女10 | [ 18 ]   |
| 1965年         | -        | 50     | 男25 女3  | [ 19 ]   |

## 教育および研究

### 組織

#### 学科
- 商業科 入学定員50名[注 8]

#### 専攻科
- なし

#### 別科
- なし

### 研究
- 『岡山商科短期大学論叢』[21]